# Korjān
Korjān (persiska: کرجان) är en ort i Iran.   Den ligger i provinsen Östazarbaijan, i den nordvästra delen av landet, 500 km nordväst om huvudstaden Teheran. Korjān ligger 1 654 meter över havet och antalet invånare är 602.
Terrängen runt Korjān är huvudsakligen kuperad, men åt sydväst är den platt. Runt Korjān är det ganska tätbefolkat, med 214 invånare per kvadratkilometer. Närmaste större samhälle är Tabriz, 10,8 km norr om Korjān. Trakten runt Korjān består i huvudsak av gräsmarker.